# Futbol'nyj Klub Kryvbas Kryvyj Rih
Il Futbol'nyj Klub Kryvbas Kryvyj Rih è una società calcistica ucraina con sede nella città di Kryvyj Rih.
Fondata nel 2020, ha ottenuto la sua prima promozione in Prem"jer-liha nel 2022.

## Storia
Nel 2020, il presidente dell'Hirnyk Kryvyj Rih Konstjantyn Karamanyc' ha rinominato la società in Kryvbas Kryvyj Rih alla vigilia della stagione 2020-2021.
La squadra prende nome dal quasi omonimo club che nel 2013, dopo ventuno stagioni nella massima serie ucraina, dichiarò bancarotta, rinunciando all'iscrizione alla Prem"jer-liha e ripartendo dalle divisioni amatoriali, cessando di fatto di esistere nel 2020.
La neonata società è ripartita dalla Druha Liha e nel 2022 ha debuttato nella massima serie ucraina, dopo aver ottenuto due promozioni consecutive.

## Rosa 2024-2025
| N. |                    | Ruolo | Calciatore            |
| -- | ------------------ | ----- | --------------------- |
| 1  | Ucraina (bandiera) | P     | Bogdan Khoma          |
| 3  | Ucraina (bandiera) | D     | Oleksandr Romančuk    |
| 7  | Ucraina (bandiera) | D     | Andriy Ponedelnik     |
| 8  | Nigeria (bandiera) | C     | Clement Ikenna        |
| 9  | Niger (bandiera)   | A     | Daniel Sosah          |
| 10 | Ucraina (bandiera) | C     | Dmytro Chomčenovs'kyj |
| 11 | Ucraina (bandiera) | C     | Jehor Tverdochlib     |
| 14 | Ucraina (bandiera) | C     | Maksym Lun'ov         |
| 17 | Ucraina (bandiera) | C     | Vladyslav Semotyuk    |
| 19 | Francia (bandiera) | A     | Noha Ndombasi         |
| 20 | Ucraina (bandiera) | C     | Artur Mykytyshyn      |
| 21 | Ucraina (bandiera) | C     | Denys Kuzyk           |
| 22 | Ucraina (bandiera) | C     | Jurij Vakulko         |
| 23 | Croazia (bandiera) | C     | Hrvoje Ilić           |

| N. |                       | Ruolo | Calciatore           |
| -- | --------------------- | ----- | -------------------- |
| 24 | Ucraina (bandiera)    | D     | Volodymyr Jakimec'   |
| 25 | Portogallo (bandiera) | D     | Bandeira             |
| 27 | Brasile (bandiera)    | C     | Matteo Amoroso       |
| 28 | Venezuela (bandiera)  | C     | Gleiker Mendoza      |
| 30 | Ucraina (bandiera)    | P     | Volodymyr Machan'kov |
| 33 | Ucraina (bandiera)    | P     | Andriy Klishchuk     |
| 45 | Ucraina (bandiera)    | D     | Volodymyr Vilivald   |
| 55 | Camerun (bandiera)    | D     | Yvan Dibango         |
| 61 | Ucraina (bandiera)    | C     | Oleksandr Kamenskyi  |
| 64 | Ucraina (bandiera)    | C     | Yaroslav Shevchenko  |
| 66 | Mali (bandiera)       | D     | Bakary Konaté        |
| 78 | Ucraina (bandiera)    | A     | Oleh Kožuško         |
| 94 | Ucraina (bandiera)    | C     | Maksym Zaderaka      |

## Palmarès

### Altri piazzamenti
- Campionato ucraino:

Terzo posto: 2023-2024
- Druha Liha:

Secondo posto: 2020-2021 (Girone B)
- Perša Liha:

Secondo posto: 2021-2022